# Cantharolethrus peruvianus
Cantharolethrus peruvianus is een keversoort uit de familie vliegende herten (Lucanidae). De wetenschappelijke naam van de soort is voor het eerst geldig gepubliceerd in 1918 door Heller.